# Battaglia di Milano (260)
La battaglia di Milano ebbe luogo alle porte di questa città nella primavera del 260, tra la federazione germanica degli Alemanni e le truppe dell'imperatore romano Gallieno, il quale ebbe la meglio riuscendo a respingere le orde dei barbari.

## Contesto storico
L'imperatore Gallieno e suo padre Valeriano erano ascesi assieme al trono e si erano divisi il controllo dell'Impero in due parti: al primo spettava la protezione dell'Occidente dalle incursioni dei barbari, al secondo la gestione della frontiera con i Sasanidi.
Valeriano si trovava dunque in Oriente, a combattere prima i Goti in Asia minore e poi le armate persiane di Sapore I in Siria e Mesopotamia. Contemporaneamente, anche la frontiera danubiana subiva continui attacchi lungo le sue frontiere mentre un nuovo usurpatore, di nome Ingenuo si proclamò imperatore in Pannonia.
Nel 260, i territori dei cosiddetti Agri Decumates furono abbandonati a vantaggio delle popolazioni sveve degli Alemanni: fu infatti Gallieno a decidere il definitivo abbandono ed evacuazione di tutti i territori ad est del Reno ed a nord del Danubio, a causa delle continue invasioni delle tribù germaniche limitrofe degli Alemanni, ed alla contemporanea secessione della parte occidentale dell'impero, guidata dal governatore di Germania superiore ed inferiore, un certo Postumo. Quello stesso anno gli Alemanni, che avevano sfondato il limes retico e attraversato il passo del Brennero, si spinsero fino in Italia, e qui furono intercettati dalle armate di Gallieno nei pressi di Milano.

## Forze in campo e battaglia
Le legioni che presero parte (o loro vexillationes) a questa campagna furono probabilmente otto, per un totale di circa 30 000 legionari. Si trattava delle legioni I Adiutrix, I Minervia, II Adiutrix, II Italica, II Parthica, VIII Augusta, XXII Primigenia e XXX Ulpia Victrix. Il totale delle forze messe in campo potrebbe essere stato di circa 60 000 armati, di cui la metà legionari ed altrettanti ausiliari.
Secondo lo storico Giovanni Zonara, gli Alemanni che scesero i passi alpini provenienti dalla Rezia erano oltre trecentomila, tra uomini in grado di portare le armi e civili. Lo scontro fu certamente cruento e molti tra i barbari persero la vita. A Gallieno vittorioso gli abitanti della città di Milano dedicarono un arco di trionfo, e dalle testimonianze archeologiche sembra che in seguito a questi eventi vi fu un generale abbandono di tutti i quartieri esterni alle mura da parte della popolazione civile con il conseguente riversamento all'interno della città.

## Conseguenze: nuova organizzazione dell'esercito romano
In seguito a questa vittoria, Gallieno si rese conto dell'impossibilità di proteggere contemporaneamente tutte le province dell'impero con una statica linea di uomini posizionati a ridosso della frontiera (detti appunto limitanei dal termine latino limes). Per questo motivo, Gallieno formalizzò e migliorò una pratica che si era già diffusa dalla fine del II secolo sotto Settimio Severo, il quale aveva fatto acquartierare una legione, la Legio II Parthica, a pochi chilometri da Roma: si trattava infatti di una riserva strategica di soldati ben addestrati pronti ad intervenire dove serviva nel minor tempo possibile (detti comitatenses).
In accordo con queste considerazioni, Gallieno costituì questa riserva strategica centrale (che sarà alla base della futura riforma dell'esercito di Diocleziano) formata prevalentemente da unità di cavalleria pesante, ovvero composte da cavalieri dotati di armatura pesante (i cosiddetti promoti, tra cui spiccavano gli equites Dalmatae, gli equites Mauri et Osroeni), poiché questi percorrevano distanze maggiori in minor tempo della fanteria legionaria o ausiliarie. Ogni volta che i barbari sfondavano il limes e s'inoltravano nelle province interne, la "riserva strategica" interveniva.
La base principale scelta da Gallieno per la nuova armata fu proprio Milano, punto strategico equidistante da Roma e dalle vicine frontiere settentrionali di Rezia e Norico. Si trattava di un'iniziativa resasi necessaria dalla perdita degli Agri Decumates tra il Reno ed il Danubio, che aveva portato i vicini Germani a trovarsi più vicini alla penisola italica, centro del potere imperiale.
Per l'occasione Gallieno aprì per la prima volta una zecca nell'antica Mediolanum.